# Otto Cesar Artbauer
Otto Cesar Artbauer (* 28. Oktober 1878; † vermutlich 1916 auf dem Balkan) war ein österreichischer Forschungsreisender und Schriftsteller.

Otto C. Artbauer in den Oasen von Fessan, 1908

## Leben
Artbauer wuchs in Wien auf und studierte an der dortigen Universität. Nach seiner eigenen Aussage waren es die Orientromane von Karl May, die ihn bewogen, selbst zum Forscher zu werden.
Seit 1902 unternahm er Reisen in die Türkei, nach Syrien und Mesopotamien, nach Arabien, in den Sudan und nach Marokko sowie andere Länder Nordafrikas. Diese Reisen führte er teils in Eigeninitiative durch, teils im Auftrag von wissenschaftlichen Gesellschaften.
Artbauer veröffentlichte die Ergebnisse seiner Reisen in Form von Vorträgen und Fachpublikationen sowie, für eine breitere Leserschaft bestimmt, in Reiseberichten. Darüber hinaus arbeitete er seine Erfahrungen in Erzählungen und Romane ein. Er illustrierte viele seiner Bücher und Zeitschriftenartikel mit selbst aufgenommenen Fotos und streute Sprachproben ein, die seinen Werken den Eindruck von Authentizität verleihen. Er schrieb auch Artikel für die Kölnische Volkszeitung. Man vermutet, dass Artbauer im Ersten Weltkrieg auf dem Balkan gefallen ist.

## Werke (Auswahl)
- Kreuz und Quer durch Marokko. Kultur- und Sittenbilder aus dem Sultanat des Westens (Stuttgart: Strecker & Schröder, 1911; Neuauflage 1925)
- Die Rifpiraten und ihre Heimat. Erste Kunde aus verschlossener Welt (Stuttgart: Strecker & Schröder, 1911)
- Afrikanische Stunden. Tagebuchblätter aus vergangenen Wanderjahren (Wien, 1911)
- Afrikanische Spiegelbilder. Die Welt des Halbmonds – wie sie weint und lacht (Regensburg: Pustet, 1911)
- Ein Ritt durch Marokko. Reiseroman (Regensburg: Habbel, 1911)